# 佐藤たまき
佐藤 たまき（さとう たまき、漢字表記＝環、1972年4月 - ）は、日本の古生物学者。専門は古生物学。首長竜の化石研究分野の日本に於ける開拓者。学位は、Ph.D.（カルガリー大学）。東京学芸大学教育学部自然科学系広域自然科学講座宇宙地球科学分野准教授を経て、神奈川大学理学部理学科教授。2016年猿橋賞受賞。

## 略歴
- 岡山県生まれ、東京都江戸川区育ち[3]。父は放射化学者で明治大学名誉教授の佐藤純[3]。
- 1988年3月、江戸川区立小岩第三中学校卒業[3]
- 1991年3月、東京都立両国高等学校卒業[3]
- 1991年4月、東京大学理科二類入学[3]
- 1995年3月、東京大学理学部地学科（現・地球惑星環境学科）卒業[6]
- 1998年、アメリカ・シンシナティ大学大学院修士課程修了[7]
- 2002年、カナダ・カルガリー大学大学院博士課程修了
- 2003年6月、Ph. D. 取得[6]
- ロイヤル・ティレル古生物学博物館、北海道大学、カナダ自然博物館を経て、日本学術振興会特別研究員（国立科学博物館特別研究員）[8][9]
- 2007年、東京学芸大学助教に就任
- 2008年、同大学准教授に昇任（自然科学系広域自然科学講座宇宙地球科学分野　理科（地学）教室）[10]
- 2022年、神奈川大学理学部生物科学科教授に就任
- 2023年4月、同大学理学部再編により、理学科（地球科学分野）教授に就任

### 学会役職等
- 日本古生物学会 － 評議員[11]

### 受賞歴
- 2016年、猿橋賞[12]

## 著作
- 『フタバスズキリュウ　もう一つの物語』（ブックマン社、2018年）ISBN：978-4-89308-906-9

### 分担執筆
- 『手の百科事典』（バイオメカニズム学会編、朝倉書店、2017年）ISBN：978-4-254-10267-3

### 監修
- 『ティラノサウルス - とびだす解剖学ガイド - 』（ドゥーガル・ディクソン文、レイチェル・カルドウェル絵、小川浩一訳、大日本絵画、2019年）

### 共訳書
- 『恐竜時代』（大英博物館 (自然史博物館) 著、富永寿監修、神谷尚子と共訳、扶桑社、1992年）